# Pooideae
Pooideae es una subfamilia de las poáceas (gramíneas). Comprende las siguientes tribus: Ampelodesmeae,  Aveneae, Brachyelytreae, Brachypodieae, Bromeae, Brylkinieae, Diarrheneae, Hainardieae, Lygeeae, Meliceae, Nardeae, Phaenospermatideae, Poeae, Stipeae y Triticeae.
Las poóideas presentan oligosacáridos derivados de la fructosa en el tallo, las ramificaciones principales de la inflorescencia son dísticas, la lemma usualmente consta de 5 nervios. Presentan cromosomas usualmente largos y el número cromosómico básico es x=7, más raramente x=2, 4, 5 o 6. 
Tiene una distribución predominantemente templada, especialmente en el Hemisferio Norte. La subfamilia incluye unas 3300 especies. Entre los géneros sobresalientes se incluyen importantes cereales, como el trigo, la cebada y la avena, y también al centeno (Secale cereale), a los pastos utilizados para césped (como Poa, con 500 especies), para heno (Festuca, 450 especies), para pasturas (como Phleum, Dactylis), y algunas malas hierbas (como Agrostis, con 220 especies, y Poa). Otros géneros importantes de esta subfamilia son Stipa (300 especies), Calamagrostis (270 especies), Bromus (150 especies), y Elymus (150 especies).
- Sinonimia: Aegilopaceae Martynov, Agrostidaceae Burnett, Alopecuraceae Martynov, Avenaceae Martynov, Festucaceae Pfeiffer, Hordeaceae Burnett, Melicaceae Martynov, Nardaceae Martynov, Phalaridaceae Burnett, Stipaceae Burnett, Triticaceae Hochst.

## Tribus
- Ampelodesmeae
- Brachyelytreae
- Brachypodieae
- Bromeae
- Brylkinieae
- Diarrheneae
- Hordeeae
- Littledaleae
- Lygeeae
- Meliceae
- Nardeae
- Phaenospermateae
- Poeae
- Stipeae
- Triticeae